# Xã Hayfield, Quận Crawford, Pennsylvania
Xã Hayfield (tiếng Anh: Hayfield Township) là một xã thuộc quận Crawford, tiểu bang Pennsylvania, Hoa Kỳ. Năm 2010, dân số của xã này là 2.940 người.